# عبد المجيد المطيري
عبد المجيد المطيري (مواليد 8 يناير 1995) هو لاعب كرة قدم سعودي يلعب حالياً في نادي سدير.
لعب سابقاً في أندية الفيصلي والفيحاء في الفئات السنية و نادي الرياض .